# غوتييه
غوتييه (بالإنجليزية: Gotye) وإسمه الكامل ووتر وولي دي بوكر (بالهولندية: Wouter "Wally" De Backer) وهو مغني وموسيقي وكاتب أغاني بلجيكي أسترالي ولد في يوم 21 مايو 1980 في مدينة بروج في بلجيكا أما أصوله فهي من ملبورن من أستراليا من أشهر أغانيه أغنية Some body that i used to know وألتي احتلت المرتبة الأولى في الولايات المتحدة والمملكة المتحدة.

## روابط خارجية
- غوتييه على موقع IMDb (الإنجليزية)
- غوتييه على موقع ميتاكريتيك (الإنجليزية)
- غوتييه على موقع روتن توميتوز (الإنجليزية)
- غوتييه على موقع ميوزك برينز (الإنجليزية)
- غوتييه على موقع رولينغ ستون (الإنجليزية)
- غوتييه على موقع إن إن دي بي (الإنجليزية)
- غوتييه على موقع أول ميوزيك (الإنجليزية)
- غوتييه على موقع ديسكوغز (الإنجليزية)
- غوتييه على موقع ديسكوغز (الإنجليزية)
- غوتييه على موقع قاعدة بيانات الفيلم (الإنجليزية)